# Дора Янкова
Дора Илиева Янкова е български политик от БСП.
Народна представителка от парламентарната група на Коалиция за България в XXXVIII, XXXIX и XLII народно събрание. Кметица на Смолян (2003 – 2011, в два последователни мандата) от листата на БСП. Председателка на Асоциацията на родопските общини, членка на Конгреса на местните и регионални власти в Европа.

## Биография
Родена е на 1 юли 1960 година в село Момчиловци, Смолянско. Завършва специалност „География“ в СУ „Св. Климент Охридски“ и „Право“ в Техническия университет във Варна. Има следдипломна квалификация по финансово-счетоводна и правна дейност на фирмите и публична администрация в Университета за национално и световно стопанство.